# Catoosa (Oklahoma)
Catoosa es una ciudad ubicada en los condados de Rogers y Wagoner en el estado estadounidense de Oklahoma. En el año 2010 tenía una población de 	7151 habitantes y una densidad poblacional de 397,28 personas por km².

## Geografía
Catoosa se encuentra ubicada en las coordenadas 36°10′56″N 95°45′35″O / 36.18222, -95.75972 (36.182194, -95.759616).

## Demografía
Según la Oficina del Censo en 2000 los ingresos medios por hogar en la localidad eran de $39,821 y los ingresos medios por familia eran $40,839. Los hombres tenían unos ingresos medios de $32,289 frente a los $23,285 para las mujeres. La renta per cápita para la localidad era de $16,061. Alrededor del 12.3% de la población estaban por debajo del umbral de pobreza.